# 蕭貴哥
蕭贵哥（?—?），小字贵哥，辽朝第九代皇帝天祚帝耶律延禧之元妃。
蕭贵哥是燕国妃（天祚帝皇后萧夺里懒）之妹。十七岁时，入宫，被册为元妃。性情沉静。曾经白天睡觉，近侍透盗貂裘，蕭贵哥发觉而不说出，宫廷里的人称她宽厚。她为天祚帝生儿子梁王耶律雅里，蕭贵哥随从天祚帝西逃，途中得病而亡。